# Ukraińscy oficerowie kontraktowi
Ukraińscy oficerowie kontraktowi – oficerowie narodowości ukraińskiej, nie posiadający obywatelstwa polskiego, służący w Wojsku Polskim w latach 1928–1939, jako oficerowie kontraktowi. Ich liczba nie przekraczała 40 osób.

## Historia
II Rzeczpospolita była państwem wielonarodowościowym, w którym Ukraińcy stanowili najliczniejszą mniejszość narodową – ok. 15% ludności. Zamieszkiwali głównie w czterech województwach: lwowskim, tarnopolskim, stanisławowskim i wołyńskim. Tak jak wszyscy polscy obywatele, podlegali oni powszechnemu obowiązkowi odbycia służby wojskowej. Minister spraw wojskowych regularnie ustalał maksymalny procent żołnierzy z mniejszości narodowych mogących służyć w poszczególnych rodzajach wojsk, a nawet w niektórych jednostkach. Co roku do Wojska Polskiego trafiało około 24 tys. poborowych Ukraińców. W oficjalnych dokumentach nazywani byli anachronicznym określeniem „Rusini”. Większość z nich pełniła służbę w jednostkach zlokalizowanych w centralnej i zachodniej części kraju. Polskie dowództwo ściśle przestrzegało przy tym zasady, że żołnierze z Wołynia i Galicji Wschodniej nie mogą służyć razem w jednym oddziale. Jak stwierdzał jeden z komunikatów Sztabu Głównego: „Ukraiński rekrut, który jest wysyłany do oddziałów w zachodnich okręgach korpusu i nie spotyka tam innych Rusinów, jest materiałem pozytywnym. Jednocześnie jest odwrotnie, gdy ten sam rekrut służy z innymi Rusinami”. W II Rzeczypospolitej nie istniały żadne akty prawne dyskryminujące żołnierzy ze względu na pochodzenie etniczne czy wyznawaną religię. Ale nie znaczy to wcale, że Ukraińcy służący w Wojsku Polskim posiadali również w praktyce takie same prawa jak Polacy. Nie mogli liczyć na możliwość zostania choćby podoficerami (mogli więc być tylko zwykłymi szeregowcami), a niektóre rodzaje wojsk i specjalności były dla nich niedostępne. Ukraińcy z cenzusem przenoszeni byli do nadkontyngentu, a czasami nawet do rezerwy bez odbycia służby. W latach 1921–1938 w polskiej armii służyło w sumie ok. 420 tys. poborowych narodowości ukraińskiej. Największy ich odsetek trafiał do kawalerii, artylerii i taborów, a najmniejszy – do żandarmerii i jednostek gospodarczych.
Osobną kategorię stanowili tzw. oficerowie i podoficerowie kontraktowi. Byli to oficerowie i podoficerowie armii walczących w 1920 r. po stronie polskiej z bolszewikami (również armii byłej Ukraińskej Republiki Ludowej), którzy mogli okazać się przydatni na wypadek wojny z ZSRR. Ponieważ nie posiadali oni obywatelstwa polskiego, Ministerstwo Spraw Wojskowych zawierało z nimi indywidualne kontrakty. 
Pierwsze próby zakontraktowania oficerów ukraińskich podjęto w 1921, kiedy to planowano utworzenie z formacji sojuszniczych (dotyczyło to głównie Ukraińców) dwóch pułków, i wcielenie ich do formacji ochrony granic. Projekt nie wszedł w życie z uwagi na podpisanie 7 października 1921 protokołu Dąbski-Karachan.
Kolejna próba została podjęta w 1923, w związku z pogłoskami o wybuchu nowej wojny polsko-sowieckiej. Jednak w związku z odejściem z życia politycznego Józefa Piłsudskiego, wejściem do rządu przedstawicieli Narodowej Demokracji oraz nieprzychylnym stanowiskiem szefów Sztabu Generalnego - Stanisława Szeptyckiego i Stanisława Hallera, starania te zakończyły się niepowodzeniem.
Jednak wskutek zawarcia sojuszu niemiecko-sowieckiego oraz powrotu Józefa Piłsudskiego do polityki, jesienią 1926 powrócono do negocjacji polsko-ukraińskich, i ustalono ponowne powołanie do służby czynnej w Armii URL pierwszych 34 oficerów. Dziewięciu z nich skierowano od razu do sztabu Ministerstwa Spraw Wojskowych Ukraińskiej Republiki Ludowej, z zadaniem przygotowania i koordynowania planów powstańczych przeciw Ukraińskiej Socjalistycznej Republice Radzieckiej. Kolejnych dwudziestu pięciu oficerów skierowano do służby liniowej na podstawie indywidualnych kontraktów, w celu przeszkolenia, uzupełnienia wykształcenia wojskowego lub zdobycia doświadczenia w dowodzeniu na wyższym szczeblu.

## Służba
Kandydatury oficerów nominowanych do służby kontraktowej w Wojsku Polskim były rozpatrywane przez Ukraińską Komendę Naczelną, kierowaną z reguły przez ministra spraw wojskowych URL, a mającą siedzibę w Warszawie przy ulicy Podwale 16/15. Rozpatrywaniem kandydatur zajmowała się komisja rekrutacyjna Komendy, w składzie: Andrij Liwicki, Wołodymyr Salski, Pawło Szandruk, Wiktor Kuszcz, Marko Bezruczko, Wsewołod Zmijenko.
Zasady służby oficerów kontraktowych określał Rozkaz nr 1 i 2 do Wojska i Floty UNR prezydenta URL z 1 sierpnia 1928 oraz rozkaz ministra obrony Wołodymyra Salśkiego z 23 marca 1927, oraz tajny polski rozkaz nr 5 141/II Inf. TO. Strona ukraińska wymagała od oficerów kontraktowych:
- potwierdzenia ostatniego przydziału i stopnia wojskowego w Armii URL
- stażu oficerskiego w armii rosyjskiej od 1914 lub 1915
- wyznania prawosławnego
- biegłej znajomości w mowie i piśmie języków polskiego, rosyjskiego i ukraińskiego
- pozytywnej opinii Oddziału II Sztabu Generalnego WP

Oficerowie młodsi zawierali kontrakty roczne, specjaliści kilkuletnie, wszystkie z możliwością przedłużenia. Ogółem przez Wojsko Polskie przewinęło się 49 oficerów (w tym 8 dyplomowanych), 6 podchorążych i 2 kadetów.
Oprócz Wojska Polskiego, ukraińscy oficerowie kontraktowi służyli, w dużo mniejszym zakresie, w armii francuskiej, rumuńskiej, fińskiej i tureckiej.

## Lista ukraińskich oficerów kontraktowych w Wojsku Polskim
- Marko Bezruczko
- Petro Diaczenko
- O. Docenko
- J. Fartusznyj
- W. Horka (usunięty z powodów zdrowotnych)
- Avtonom Jarmak[4]
- Archip Kmeta
- Wiktor Kuszcz
- I. Łytwynenko
- W. Małeć
- M. Oparenko (usunięty z powodów dyscyplinarnych - antypolska agitacja)
- Mykoła Palijenko
- Jewhen Pobihuszczyj
- Petro Samutin
- Pawło Szandruk
- Wasyl Tatarski
- Arkadij Walijski
- Jakub Wojnarowski
- O. Wychowski
- I. Zwaryczuk
- Wsewołod Zmijenko